# 天鑰橋路
天鑰橋路是中華人民共和國上海市徐匯區一條南北走向道路，南起龍華西路，北至肇嘉浜路，全場2460米，寬20.4米，道路始建於1914年，路名來自於道路北端歷史上一座橫跨肇嘉浜的橋樑天鑰橋。